# Concorde-Klasse (1778)
Die Concorde-Klasse war eine Klasse von drei 32-Kanonen-Fregatten 4. Ranges der französischen Marine, die von 1779 bis 1811 in Dienst stand. Das 2014 in Dienst gestellte Segelschiff Hermione, Nachbau des gleichnamigen dritten Schiffes der Klasse, wird manchmal auch zur Klasse gezählt.

## Geschichte
Die spätere Concorde-Klasse wurde von dem Marinearchitekten Pierre Henry Chevillard L'Ainé nach der Richtlinie (Frégates de 12) entworfen und zwischen 1777 und 1779 im Marinearsenal von Rochefort gebaut.

## Einheiten
| Name       | Bauwerft             | Kiellegung     | Stapellauf        | Indienststellung | Verbleib |
| ---------- | -------------------- | -------------- | ----------------- | ---------------- | --- |
| Concorde   | Arsenal de Rochefort | April 1777     | 3. September 1777 | Januar 1778      | Am 15. Februar 1782 durch die Royal Navy gekapert, als Concorde in Dienst, 1811 abgebrochen                   |
| Courageuse | Arsenal de Rochefort | September 1777 | 28. Februar 1778  | April 1778       | Am 18. Juni 1799 durch die Royal Navy gekapert, als HMS Courageux in Dienst, Gefängsnishulk, 1803 abgebrochen |
| Hermione   | Arsenal de Rochefort | März 1778      | 28. April 1779    | Juni 1779        | Am 20. September 1793 auf Grund gelaufen und verlorengegangen                                                 |

## Technische Beschreibung
Die Klasse war als Batterieschiff mit einem durchgehenden Geschützdeck konzipiert und hatte eine Länge von 44,18 Metern  (Geschützdeck) bzw. 36,22 Metern (Kiel), eine Breite von 11,21 Metern und einen Tiefgang von 4,79 Metern bei einer Verdrängung von 1.100 Tonnen. Sie waren Rahsegler mit drei Masten (Fockmast, Großmast und Kreuzmast). Der Rumpf schloss im Heckbereich mit einem Heckspiegel, in den eine Galerie integriert war, die in die seitlich angebrachte Seitengalerie mündete.  Diese waren aus Repräsentationsgründen durch zeitspeziefische Schnitzereien und Bildhauerarbeiten geschmückt. Die Beplankung war kraweel ausgeführt, das heißt, die Enden der Planken stießen stumpf aufeinander, so dass eine glatte Außenfläche entstand.
Die Bewaffnung bestand bei Indienststellung aus 32 Kanonen.
|                   | Batteriedeck            | Backdeck                                       | Achterdeck                                     | Kanonen (Geschossgewicht) |
| ----------------- | ----------------------- | ---------------------------------------------- | ---------------------------------------------- | ------------------------- |
| Design            | 26 × 12-Pfünder         | 2 × 6-Pfünder                                  | 4 × 6-Pfünder                                  | 32 Kanonen (85,173 kg)    |
| 1794 (Courageuse) | 26 × 12-Pfünder-Kanonen | 6 × 6-Pfünder-Kanonen 2 × 36-Pfünder-Haubitzen | 6 × 6-Pfünder-Kanonen 2 × 36-Pfünder-Haubitzen | 34 Geschütze (103,39 kg)  |

## Besatzung
Die Besatzung hatte im Frieden eine Stärke von 280 und im Krieg von 302 Mann (10 bzw. 12 Offiziere und 270 bzw. 290 Unteroffiziere bzw. Mannschaften).